# Ретцау
Ретцау (нем. Retzau) — деревня в Германии, в земле Саксония-Анхальт. Входит в состав города Рагун-Есниц района Анхальт-Биттерфельд.
Ранее Ретцау имела статус общины (коммуны). Подчинялась управлению Рагун. Население составляло 389 человек (на 31 декабря 2006 года). Занимала площадь 4,59 км². 1 января 2010 года вместе с другими общинами управления Рагун вошла в состав нового города Рагун-Есниц.